# Aartsbisdom Ferrara-Comacchio
Het aartsbisdom Ferrara-Comacchio (Latijn: Archidioecesis Ferrariensis-Comaclensis; Italiaans: Arcidiocesi di Ferrara-Comacchio) is een in Italië gelegen rooms-katholiek aartsbisdom met zetel in de stad Ferrara. Het aartsbisdom behoort tot de kerkprovincie Bologna, en is, samen met de bisdommen Imola en Faenza-Modigliana, suffragaan aan het aartsbisdom Bologna.

## Geschiedenis
Het bisdom werd opgericht in de 4e eeuw, als het bisdom Voghenza, nabij Ferrara, in de huidige provincie Ferrara. Voghenza was een handelsstad van de Romeinen; Ferrara bestond nog niet. De bisschoppen van Voghenza zochten bescherming in het Byzantijns fort gelegen in wat later Ferrara werd: het Castello dei Curtensi. De laatste bisschop die nog in Voghenza woonde, was Maurelio of Maurilio van Voghenza. Tot in de 10e eeuw noemden de bisschoppen in Ferrara zich bisschop van Voghenza; nadien werden ze bisschoppen van Ferrara.
Het bisdom Ferrara was lange tijd suffragaan aan het aartsbisdom Ravenna. Op 27 juli 1735 werd het verheven tot aartsbisdom en als immediatum onder direct gezag van de Heilige Stoel geplaatst.
Het bisdom Comacchio werd opgericht in de 6e eeuw en was ook lange tijd  suffragaan aan Ravenna. Op 18 mei 1964 werd de territoriale abdij Pomposa aan het bisdom toegevoegd.
Op 30 september 1986 werden beide bisdommen samengevoegd tot het huidige aartsbisdom. Het werd suffragaan aan Bologna.

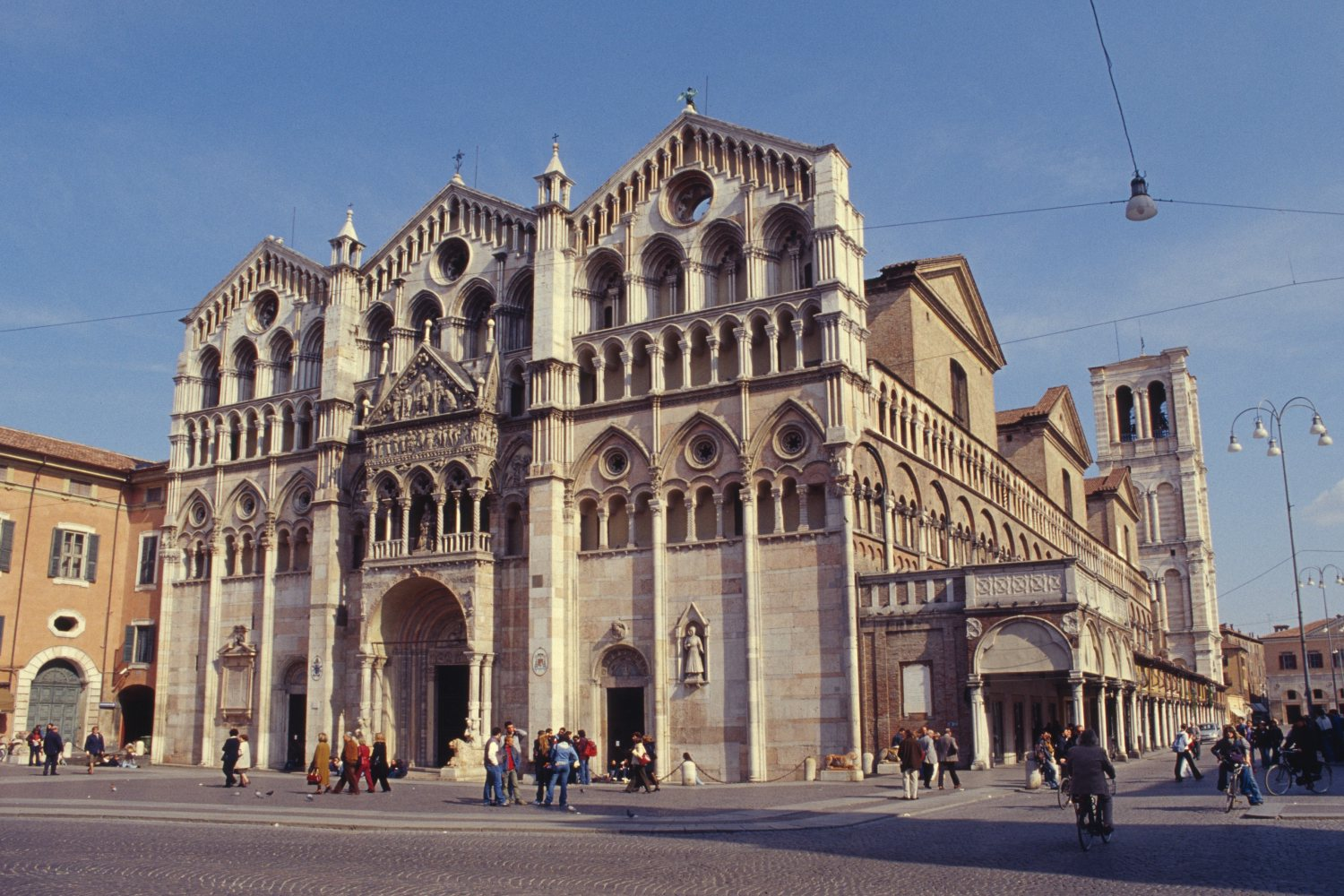
Kathedraal van Ferrara
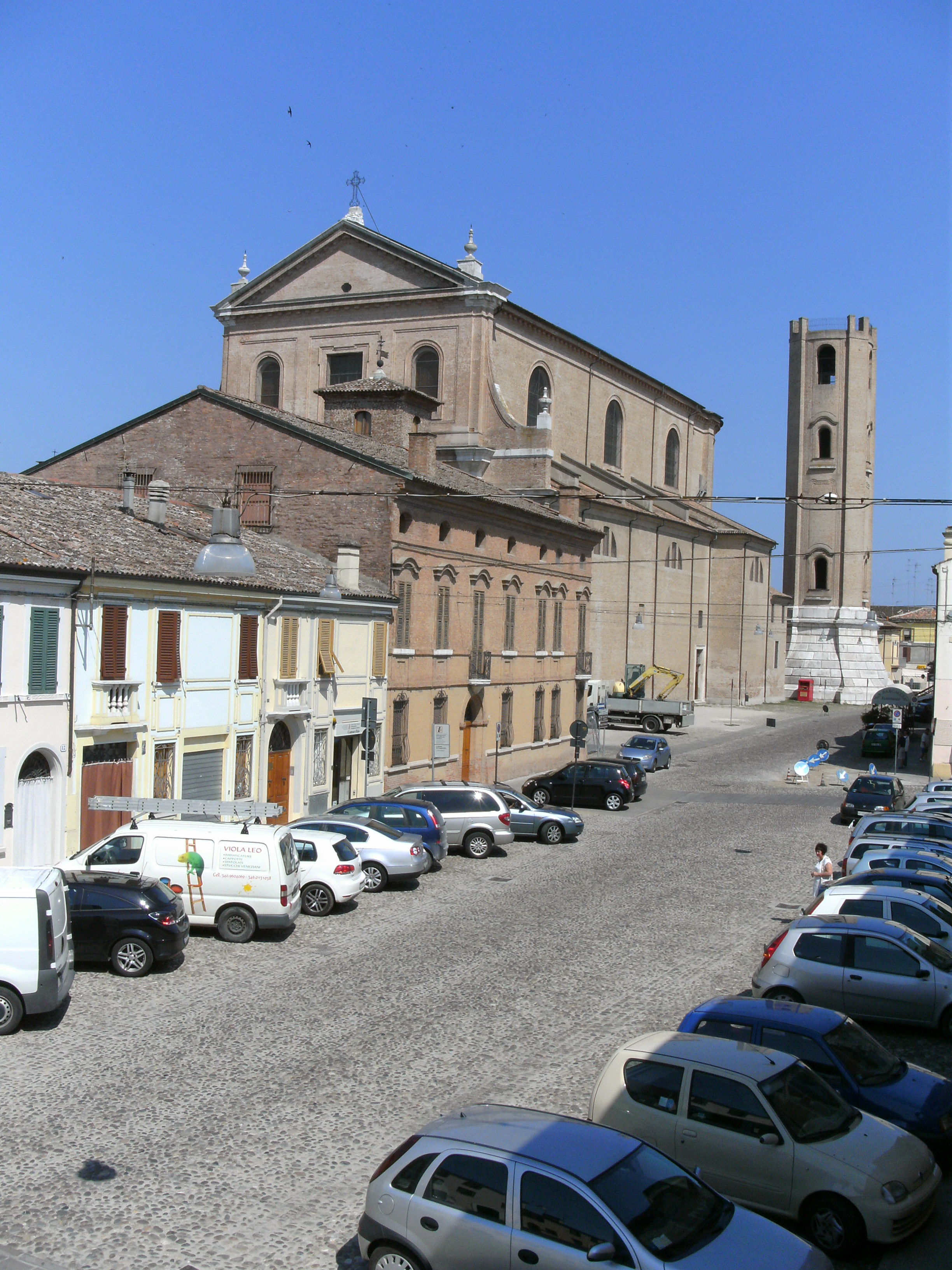
Cokathedraal van Comacchio